# Alex Salcedo
Alex Salcedo (25 de marzo de 2000; San Miguel de Tucumán, Argentina) es un futbolista argentino que juega como mediocampista en 9 de Julio de Rafaela, del Torneo Federal A.

## Estadísticas

### Clubes
Actualizado de acuerdo al último partido jugado el 23 de junio de 2025.
| Club                            | Div.          | Temporada     | Liga  | Liga  | Liga   | Copas nacionales | Copas nacionales | Copas nacionales | Torneos internacionales | Torneos internacionales | Torneos internacionales | Total | Total | Total  |
| Club                            | Div.          | Temporada     | Part. | Goles | Asist. | Part.            | Goles            | Asist.           | Part.                   | Goles                   | Asist.                  | Part. | Goles | Asist. |
| ------------------------------- | ------------- | ------------- | ----- | ----- | ------ | ---------------- | ---------------- | ---------------- | ----------------------- | ----------------------- | ----------------------- | ----- | ----- | ------ |
| San Martín (T) Argentina        | 2.ª           | 2020          | 1     | 0     | 0      | —                | —                | —                | —                       | —                       | —                       | 1     | 0     | 0      |
| San Martín (T) Argentina        | Total club    | Total club    | 1     | 0     | 0      | 0                | 0                | 0                | 0                       | 0                       | 0                       | 1     | 0     | 0      |
| 9 de Julio de Rafaela Argentina | 3.ª           | 2023          | 26    | 2     | 1      | —                | —                | —                | —                       | —                       | —                       | 26    | 2     | 1      |
| 9 de Julio de Rafaela Argentina | 3.ª           | 2024          | 11    | 0     | 0      | —                | —                | —                | —                       | —                       | —                       | 11    | 0     | 0      |
| C. S. y D. Graneros Argentina   | 4.ª           | 2023-24       | 8     | 0     | 1      | —                | —                | —                | —                       | —                       | —                       | 8     | 0     | 1      |
| C. S. y D. Graneros Argentina   | Total club    | Total club    | 8     | 0     | 1      | 0                | 0                | 0                | 0                       | 0                       | 0                       | 8     | 0     | 1      |
| 9 de Julio de Rafaela Argentina | 3.ª           | 2025          | 14    | 3     | 0      | —                | —                | —                | —                       | —                       | —                       | 14    | 3     | 0      |
| 9 de Julio de Rafaela Argentina | Total club    | Total club    | 51    | 5     | 1      | 0                | 0                | 0                | 0                       | 0                       | 0                       | 51    | 5     | 1      |
| Total carrera                   | Total carrera | Total carrera | 60    | 5     | 2      | 0                | 0                | 0                | 0                       | 0                       | 0                       | 60    | 5     | 2      |
| 1. 2.                           |               |               |       |       |        |                  |                  |                  |                         |                         |                         |       |       |        |